# Bonan Dolok II (Sijama Polang)
Bonan Dolok II is een bestuurslaag in het regentschap Humbang Hasundutan van de provincie Noord-Sumatra, Indonesië. Bonan Dolok II telt 781 inwoners (volkstelling 2010).